# Solomon Marcus Schiller-Szinessy
Solomon Marcus ou Mayer Schiller-Szinessy, né à Óbuda (maintenant partie de Budapest) le 23 décembre 1820 et mort à Cambridge le 11 mars 1890, est un rabbin et universitaire hongrois du XIXe siècle.
Il est le premier Juif à avoir été nommé professeur à l'université de Cambridge.

## Carrière académique
Il obtient son doctorat de philosophie et de mathématiques de l'université d'Iéna, puis est ordonné rabbin. Il est ensuite nommé professeur assistant à l'université luthérienne de Prešov.
Pendant la révolution hongroise de 1848, il rejoint les révolutionnaires dans la guerre entre la Hongrie et l'Autriche. C'est lui qui exécute l'ordre du général Torok de faire sauter le pont à Szegedin, acte par lequel l'avance de l'armée autrichienne est stoppée. Blessé et fait prisonnier, il est confiné dans une forteresse, à partir de laquelle il réussit à s'échapper la veille de son exécution. Fuyant à Trieste, il passe en Irlande. Il se retrouve à Cork, puis à Dublin, où il prêche sur l'invitation de la congrégation. Il se rend ensuite à Londres, puis est élu ministre de la Congrégation, à Manchester. C'était avant la sécession qui a conduit à la mise en place d'une réforme de la congrégation dans la ville.
Principalement en raison de Tobias Theodores, Schiller-Szinessy est proposé, et accepte, le poste de ministre de la nouvelle congrégation. Il épouse Georgiana Eleanor Herbert (1831-1901) à Paris en 1863. Convertie au judaïsme, elle est nommée Sarah par Lazare Isidor. Ils ont 5 enfants. Le premier est Alfred Solomon (né en 1863). Comme son père, il commence comme universitaire, mais disparaît, probablement mort pendant la Première Guerre mondiale en tant que correspondant de guerre, en laissant une veuve et une fille Ella Regina (1893-1984) à Hambourg. Les 4 autres enfants sont Theresa Antonia (1864-1865), Eleanor Amalia (1967-1922),  Henrietta Georgiana (1869-1939), Sydney Herbert (1876-1964).
Il démissionne en 1863 de son poste à Manchester et se rend à Cambridge, où il est engagé pour enseigner et également pour examiner les manuscrits hébreux de la Bibliothèque de l'université de Cambridge. Le fruit de son travail est son Catalogue des manuscrits hébreux conservés dans la bibliothèque de l'université de Cambridge (Cambridge, 1876). En 1866, il est nommé professeur de Talmud et la littérature rabbinique, et ensuite lecteur rabbinique. En reconnaissance de ses travaux à l'université, le degré de maîtrise lui a été conféré en 1878.
Parmi les contributions à la littérature, on peut mentionner une édition du commentaire des Psaumes de David Kimhi, livre I, et Ba'Arab Massa, voyage de Romanelli au Maroc à la fin du XVIIIe siècle. Il est inhumé à Ipswich, Suffolk, au « Vieux cimetière juif ».

## Sources
- Cet article contient des extraits de l'article « SCHILLER-SZINESSY, SOLOMON MAYER » par Joseph Jacobs et Goodman Lipkind de la Jewish Encyclopedia de 1901–1906 dont le contenu se trouve dans le domaine public.
- Jewish Chronicle et Jewish World, March 14, 1890
- Raphael J. Loewe, Solomon Marcus Schiller-Szinessy 1820-1890, first Reader in Talmudic and Rabbinic Literature at Cambridge, The Jewish Historical Society of England, Transactions - SESSIONS 1962-1967 Volume XXI
- Stefan C. Reif, Hebrew manuscripts at Cambridge University Library: a description and introduction, Cambridge University Press, 1997